# Najiyeh
Najiyeh (tiếng Ả Rập: الناجية) là một ngôi làng Syria nằm ở Bidama Nahiyah thuộc huyện Jisr al-Shughur, Idlib. Theo Cục Thống kê Trung ương Syria (CBS), Najiyeh có dân số 4424 trong cuộc điều tra dân số năm 2004.